# بک هانا
بک هانا (کره‌ای: 백하나؛ زادهٔ ۲۲ سپتامبر ۲۰۰۰) بدمینتون‌باز اهل کره جنوبی است.